# Gheldolf I van Brugge
Gheldolf I van Brugge (± 1215/20 - ± 1269) was een Brugs edelman, stamvader van de familie van Gruuthuse.

## Levensloop
Hij was een zoon van Lambert van Brugge en trouwde met Margaretha, een dochter van de heer van Gistel.
Hij was de eerste van zijn stam om de titel te dragen van Heer van Gruuthuse. Als kapitein van de stad, verwierf hij namelijk het 'gruutrecht' op de grondstof voor het produceren van bier. Het recht werd overgedragen op zijn erfgenamen, die voortaan de naam Heer van Gruuthuse droegen.
Toen graaf Boudewijn IX van Vlaanderen, later koning van Constantinopel, ter kruistocht vertrok, werd Gheldolf ruwaart van Vlaanderen, belast met de verdediging van de kust van Kales tot Sluis. Om de kosten van onderhoud van de dijken te kunnen dragen, werd hem het heffen van een taks op alle uitvoer vanuit de Vlaamse havens toegestaan.
In 1235 nam hij deel in Haarlem aan een toernooi ingericht door de graaf van Holland, Floris IV. Hetzelfde jaar trok hij op zending bij de Engelse koning Hendrik III om in naam van gravin Johanna van Constantinopel schadevergoeding te gaan eisen voor Brugse kooplui die waren beroofd door Engelse kapers.